# パウダー (映画)
『パウダー』（Powder）は、1995年のアメリカ映画。

## ストーリー
ジェレミー "パウダー"リード（ショーン・P・フラナリー）は常人離れした知性を持ち、彼の周りの人々の考えを感じることができる。ジェレミーの脳は強力な電磁気の電荷を持っていて、電気的な物体が周囲にあるときや、感情的になったときなどに機能する。
ジェレミーの母親は、妊娠中に落雷を受けてしまい、間もなく死亡したが、ジェレミーは生き残った。ジェレミーは父親に拒絶されて祖父母によって育てられ、祖父母の農場で働き、読書で知識を手に入れた。そんな中、祖父が死亡し、ジェレミーは家から連れ出される。 心理学者であるジェシー・コールドウェル（メアリー・スティーンバージェン）は、彼を少年施設に連れて行く。
ジェシーはジェレミーを高校に入学させる。物理教師ドナルド・リプレー（ジェフ・ゴールドブラム）は、ジェレミーには超自然的な力があることと、歴史上最も高いIQを持っていることを知る。
ジェレミーは、ジョン・ボックス（ブラッドフォード・テイタム）やハーレー・ダンカン（ブランドン・スミス）と狩りに出かけたり、保安官のダグ・バーナム（ランス・ヘンリクセン）を特殊能力を用いて手伝ったり、リンジー・ケラウェイ（ミッシー・クライダー）と恋をしたりして、人間関係を広げていく。

## キャスト
| 役名                           | 俳優                             | 日本語吹替                                   |
| ------------------------------ | -------------------------------- | -------------------------------------------- |
| ジェレミー・“パウダー”・リード | ショーン・パトリック・フラナリー | 関智一                                       |
| ドナルド・リプレー             | ジェフ・ゴールドブラム           | 江原正士                                     |
| ジェシー・コールドウェル       | メアリー・スティーンバージェン   | 小宮和枝                                     |
| ダグ・バーナム保安官           | ランス・ヘンリクセン             | 佐々木敏                                     |
| ハーレー・ダンカン             | ブランドン・スミス               | 島香裕                                       |
| ジョン・ボックス               | ブラッドフォード・テイタム       | 坂東尚樹                                     |
| マクシーン                     | スーザン・ティレル               | 定岡小百合                                   |
| リンジー・ケラウェイ           | ミッシー・クライダー             | 湯屋敦子                                     |
| アーロン・スティプラー医師     | レイ・ワイズ                     | 仁内建之                                     |
| ミッチ                         | エステヴァン・パウエル           | 高木渉                                       |
| スカイ                         | リード・フレッチズ               | 成田剣                                       |
| リンジーの父                   | ウッディ・キャロウェイ           | 峰恵研                                       |
| 役不明又はその他               |                                  | 鈴木琢磨 石井隆夫 田辺静恵 落合弘治 入江崇史 |